# Merle Minjon
Merle Carola Minjon (31 mei 1986, Utrecht) is een Nederlands actrice.

## Biografie
Vanaf 2004 volgde Minjon diverse theatervooropleidingen bij het Utrechts Centrum voor de Kunsten (UCK), waaronder de fulltime vooropleiding in 2005. In 2006 volgde ze de internationale theatervooropleiding ITS DNA te Amsterdam. In 2010 studeerde ze af aan de Arnhemse Toneelschool ArtEZ hogeschool voor de kunsten. Tijdens haar studie (2006-2010) heeft ze onder anderen gewerkt met Marcus Azzini, Peter Bolhuis, Kitty Courbois, Christine Ewert, Sarah Moeremans, Peter Sonneveld, en Koos Terpstra
Minjon speelde in diverse televisie- en filmproducties. Haar bekendste rol op het witte doek was in de film Leef! van Willem van de Sande Bakhuyzen, waarin ze naast Jeroen Krabbé gestalte gaf aan de 16-jarige Anna. Daarnaast heeft zij aan veel toneelproducties mee gewerkt bij onder andere Toneelgroep Oostpool, Bonheur en De Utrechtse Spelen. 
In 2011 speelde ze voor De Utrechtse Spelen in het goed ontvangen toneelstuk Augustus: Oklahoma van Tracy Letts, naast Loes Luca en Tjitske Reidinga. Het stuk werd geregisseerd door Antoine Uitdehaag. 

## Filmografie
- ff moeve (2004) - Mareille
- Vrienden zonder grenzen (2004)
- Leef! (2005) - Anna
- Brommermeisjes (2006) - Merel

## Theater
- Augustus: Oklahoma (2011) - Jean